# Hymenophyllum hosei
Hymenophyllum hosei är en hinnbräkenväxtart som beskrevs av Edwin Bingham Copeland. Hymenophyllum hosei ingår i släktet Hymenophyllum och familjen Hymenophyllaceae. Inga underarter finns listade.